# Bruno di Montegnacco
Bruno di Montegnacco (Tricesimo, 30 luglio 1910 – Ronchi dei Legionari, 13 aprile 1938) è stato un aviatore italiano.
Asso dell'aviazione dell'Aviazione Legionaria durante la guerra civile spagnola, conseguì 14 vittorie aeree accertate e una non confermata, più un velivolo distrutto al suolo

## Biografia
Nacque a Tricesimo (provincia di Udine) il 30 luglio 1910, da una famiglia di nobili origini. Arruolatosi volontario nella Regia Aeronautica come sottufficiale, ottiene la qualifica di pilota militare dimostrando grande attitudine al volo ed eccellendo nel suo corso. Per questo fu assegnato al 1º Stormo Caccia Terrestre basato sull'aeroporto di Campoformido, considerato un reparto di élite dell'aeronautica militare italiana e primo a ricevere i nuovi caccia Fiat C.R.32. Nel luglio 1936 scoppiò la guerra civile spagnola ed il governo italiano decise di appoggiare i nazionalisti, inviando in terra iberica aiuti militari di tutti i generi. Dietro sua domanda partì per la Spagna nell'agosto successivo con il nome di copertura di "Antonio Romualdi", imbarcandosi sul piroscafo Aniene scortato dai cacciatorpediniere Luca Tarigo, Antonio da Noli, e dagli incrociatori leggeri Giovanni dalle Bande Nere e Muzio Attendolo della Regia Marina, insieme ai primi dodici caccia C.R.32 e relativi supporti tecnici. Sbarcato a Vigo, in Galizia, il 27 agosto insieme ad altri piloti sotto falsa identità, tra i quali il tenente Dante Olivero il sottotenente Adriano Mantelli ("Arrighi") e i sergenti Gianlino Baschirotto ("Edoardo Giri") e Raffaele Chianese. Con il treno uomini e velivoli raggiunsero Siviglia, dove gli aerei furono riassemblati andando a costituire la 2ª Escuadrilla de Caza del Tercio, iniziando ad operare dal campo d'aviazione di Tablada il 30 dello stesso mese. Colse la sua prima vittoria aerea il 22 settembre abbattendo un caccia repubblicano Loire 46C1 sopra Maqueda, e la seconda il 25 dello stesso mese abbattendo un altro Loire 46C1 su Villamiel de Toledo. Il 21 ottobre abbatte uno dei due Blériot-SPAD S.510C1 dell'aviazione repubblicana, armato di cannoncino Hispano-Suiza da 20 mm. L'11 novembre la 2ª Escuadrilla de Caza del Tercio fu ridenominata 2ª Squadriglia entrando a far parte del Gruppo Caccia di Torrijos, che il 28 dicembre passò alle dipendenze della neocostituita Aviazione Legionaria Nel febbraio 1937 la sua squadriglia entrò a far parte del I Gruppo, e in quello stesso mese conseguì altre tre vittorie. Nel mese di aprile l'Aviazione Legionaria venne riorganizzata, ed egli entrò a far parte della 26ª Squadriglia del XVI Gruppo Caccia.
Rimase in Spagna fino all'agosto 1937 conseguendo complessivamente 14 vittorie oltre a un aereo distrutto al suolo e venendo decorato con una Medaglia d'argento al valor militare, con la Medaglia di benemerenza per i volontari della campagna di Spagna, una onorificenza del governo spagnolo e la promozione a sergente maggiore per meriti di guerra.
Rientrato in Italia riprese servizio presso il 1º Stormo C.T., entrando a far parte della Pattuglia Acrobatica composta da sette elementi. In vista della visita del cancelliere tedesco Adolf Hitler in Italia, prevista per il mese di maggio 1938, il tenente colonnello Rino Corso Fougier costituì un “Super Pattuglione”, composto da 28 elementi, che avrebbe dovuto esibirsi a Furbara durante una apposita manifestazione aerea. Il 13 aprile partecipò come primo gregario di sinistra a una esercitazione aerea sul cielo di Ronchi dei Legionari che vide coinvolti 28 velivoli Fiat C.R.32. Mentre la compatta formazione aerea stava eseguendo un looping il suo velivolo entrò in collisione con quello del capitano Brambilla, ed entrambi gli aerei, incastrati, precipitarono al suolo. Mentre Brambilla riuscì a lanciarsi aprendo il paracadute a pochi metri dal suolo, egli rimase incastrato nell'abitacolo dell'aereo che toccò terra incendiandosi, non lasciandogli alcun scampo. Aveva ricevuto la promozione a sottotenente qualche ora prima dell'incidente, e in sua memoria fu decretata la concessione della Medaglia d'oro al valor aeronautico. La sezione di Udine dell'Associazione Arma Aeronautica porta il suo nome.

### Annotazioni
1. ↑  Presso questo reparto volò anche sui caccia Fiat C.R.20 Asso.
2. ↑  In realtà si trattava del piroscafo spagnolo Ebro appositamente arrivato da Melilla.
3. ↑  Di questi tre vennero sbarcati a Palma di Maiorca e i restanti 9 a Vigo, in Galizia.
4. ↑  Comandante della squadriglia, proveniente dal 6º Stormo Caccia Terrestre.
5. ↑  Si trattava di un velivolo della Escuadra Internacional ai cui comandi vi era il pilota britannico Edward Downes Martin, rimasto ucciso nell'azione.
6. ↑  Si trattava di un aereo della Escuadra España al comando del pilota francese Hantz, rimasto ucciso nel corso del combattimento. Hnatz era un alsaziano che aveva servito nella Luftstreitkräfte durante la prima guerra mondiale.
7. ↑  Conseguì le ultime due vittorie il 18 luglio abbattendo due caccia I-16 su El Valdemorillo.
8. ↑  Si trattava di due Loire 46C1, uno SPAD S.510C1, un Potez 540, cinque Polikarpov I-15, cinque Polikarpov I-16 e uno di tipo sconosciuto.
9. ↑  Tratti anche dal 3º, 4º e 6º Stormo Caccia Terrestre.

### Fonti
1. 1 2 3 4 5 6  Logoluso 2010, p. 15.
2. 1 2  Logoluso 2010, p. 89.
3. 1 2 3 4  Trotta 1978, p. 95.
4. ↑  Logoluso 2010, p. 6.
5. 1 2 3 4  Logoluso 2010, p. 11.
6. 1 2 3  Bonomi 1941, p. 100.
7. 1 2  Logoluso 2010, p. 17.
8. ↑  Logoluso 2010, p. 18.
9. ↑  Logoluso 2010, p. 39 10.
10. ↑  Logoluso 2010, p. 32.
11. ↑  Logoluso 2010, p. 33.
12. ↑  Logoluso 2010, p. 40.
13. ↑  Logoluso 2010, p. 90.
14. ↑  Bollettino Ufficiale 1939, disp.21, pag.658.